# IEP

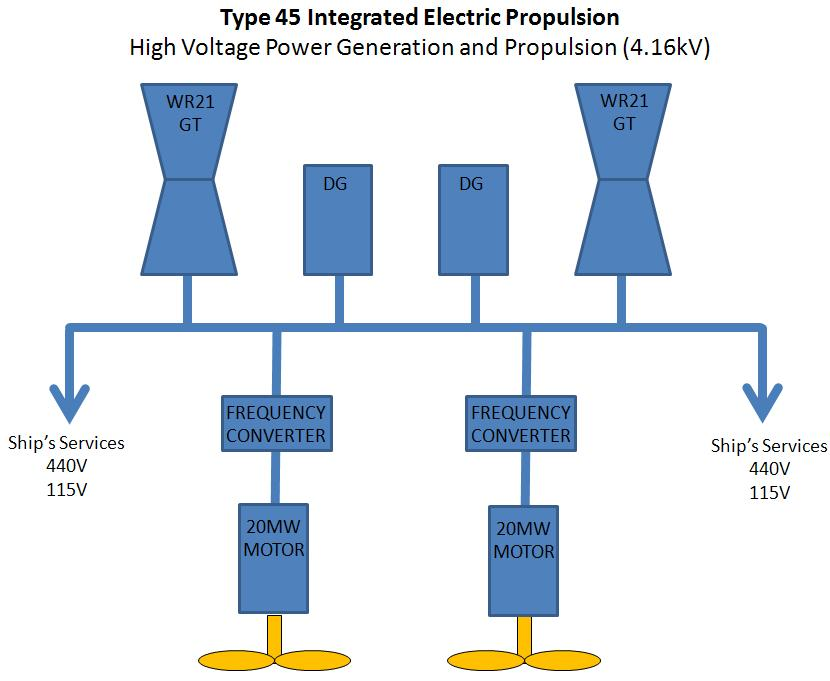

IEP (англ. Integrated electric propulsion, інтегрована електрична силова установка), також відома як FEP (англ. Full electric propulsion, gjdyscn. електрична силова установка) або IFEP )  (англ. Integrated Full electric propulsion, інтегрована повна електрична силова установка) - тип комбінованої морської енергетичної установки, в якій газова турбіна і дизель-генератори (разом або окремо) виробляють трифазну електричну енергію, яка потім використовується для живлення електродвигунів, які обертають гребні вали.
Система IEP є модифікацією системи CODLAG, яка виключає необхідність наявності зчеплення та зменшує або взагалі виключає потребу в коробці передач шляхом використання передачі не механічної, а електричної енергії. Таким чином, це є гібридний, а не паралельний, електричний привід.

## Інтегрована система
Усунення механічного зв’язку між двигунами і приводом має ряд переваг, включаючи збільшення свободи розміщення двигунів, акустичну розв'язку двигунів з корпусом, що робить судно менш шумними, а також зменшення маси та об'єму. Зменшення рівня акустичної шумності є особливо важливим для морських суден, які прагнуть уникнути виявлення, і для круїзних суден, які прагнуть забезпечити пасажирам приємне плавання, але не так важливе для вантажних суден. Оскільки кораблі потребують електроенергії навіть тоді, коли вони не працюють, виробництво електроенергії всіма типами двигунів зменшує їх кількість порівняно з більш традиційними схемами, коли одна група двигунів забезпечує електроенергію, а інша забезпечує привід, що зменшує капітальні витрати та витрати на обслуговування. 
Типова інтегрована система електроприводу на великих (наприклад, круїзних) кораблях і на морських судах включає як дизель-генератори, так і газові турбіни. На менших судах (які складають більшість суден IEP) двигуни, як правило, просто дизельні. До переваг газових турбін можна віднести набагато меншу масу і менші розмірів, ніж дизелі подібної потужності, і набагато менший шум та вібрації, але вони ефективні лише при потужності, близькій до максимальної. Дизельні генератори мають перевагу у високій ефективності в широкому діапазоні потужностей. Використання їх у поєднанні дозволяє отримати переваги повного спектру експлуатаційної ефективності, тихого режиму роботи з низьким рівнем вібрації та деякого зменшення ваги та об'єму відносно системи дизеля. 
На військових кораблях, як правило, використовуються дизельні генератори для забезпечення базового навантаження та достатньої потужності для досягнення крейсерської  швидкості. Газові турбіни використовуються для забезпечення максимальної потужності для більш високих швидкостей і можуть знадобитися для управління збройовими системами з високими потребами в потужності. На пасажирських кораблях для швидкого круїзу використовують одну або кілька газових турбін. Дизелі забезпечують надійне резервування та ефективне джерело електроенергії під час перебування в порту, на якорі або в плаванні.
Дизель-електрична система - це інтегрована система електроприводу, в якій не використовуються газові турбіни, а всі двигуни - дизельні.

## Список кораблів
- Ескадрені міноносці типу 45 ВМС Великої Британії
- Ескадрені міноносці типу «Зумвольт» ВМС США
- Фрегати типу «Тегу» ВМС Республіки Корея
- Підводні човни типу «Тріумфан» ВМС Франції
- Круїзний теплохід Queen Mary 2
- Авіаносці типу «Квін Елізабет» ВМС Великої Британії
- Авіаносець Juan Carlos I (L-61) ВМС Іспанії
- Фуцзянь (авіаносець)